# 保羅·薩爾皮
保羅·薩爾皮（義大利語：Paolo Sarpi，1552年8月4日—1623年1月15日））威尼斯历史学家、主教、科学家、教会律师、博学家和政治家，在威尼斯共和国成功违抗教皇禁令（1605-1607）和与奥地利一起对抗乌斯科克海盗的战争，期间代表威尼斯共和国积极活动。他的著作尖銳地批评了天主教会及其经院传统，“激发了霍布斯和爱德华·吉本揭发祭司职权的历史。”薩爾皮的主要著作《特伦特会议历史》于1619年在伦敦出版；其他著作在他死后出版，有《教会圣职史》、《禁令史》以及他对乌斯科克人历史的补充。它们围绕单一主题组织，是历史专着类型的早期例子。